# La Valla-sur-Rochefort
La Valla-sur-Rochefort település Franciaországban, Loire megyében. Lakosainak száma 103 fő (2022. január 1.). La Valla-sur-Rochefort Saint-Just-en-Bas, Chalmazel-Jeansagnière és La Côte-Saint-Didier községekkel határos.

## Népesség
A település népességének változása:
| Lakosok száma | 191  | 138  | 150  | 130  | 117  | 109  | 104  | 102  | 102  | 103  |
|               | 1968 | 1982 | 1990 | 2006 | 2013 | 2015 | 2017 | 2019 | 2020 | 2022 |